# Imperia Tower

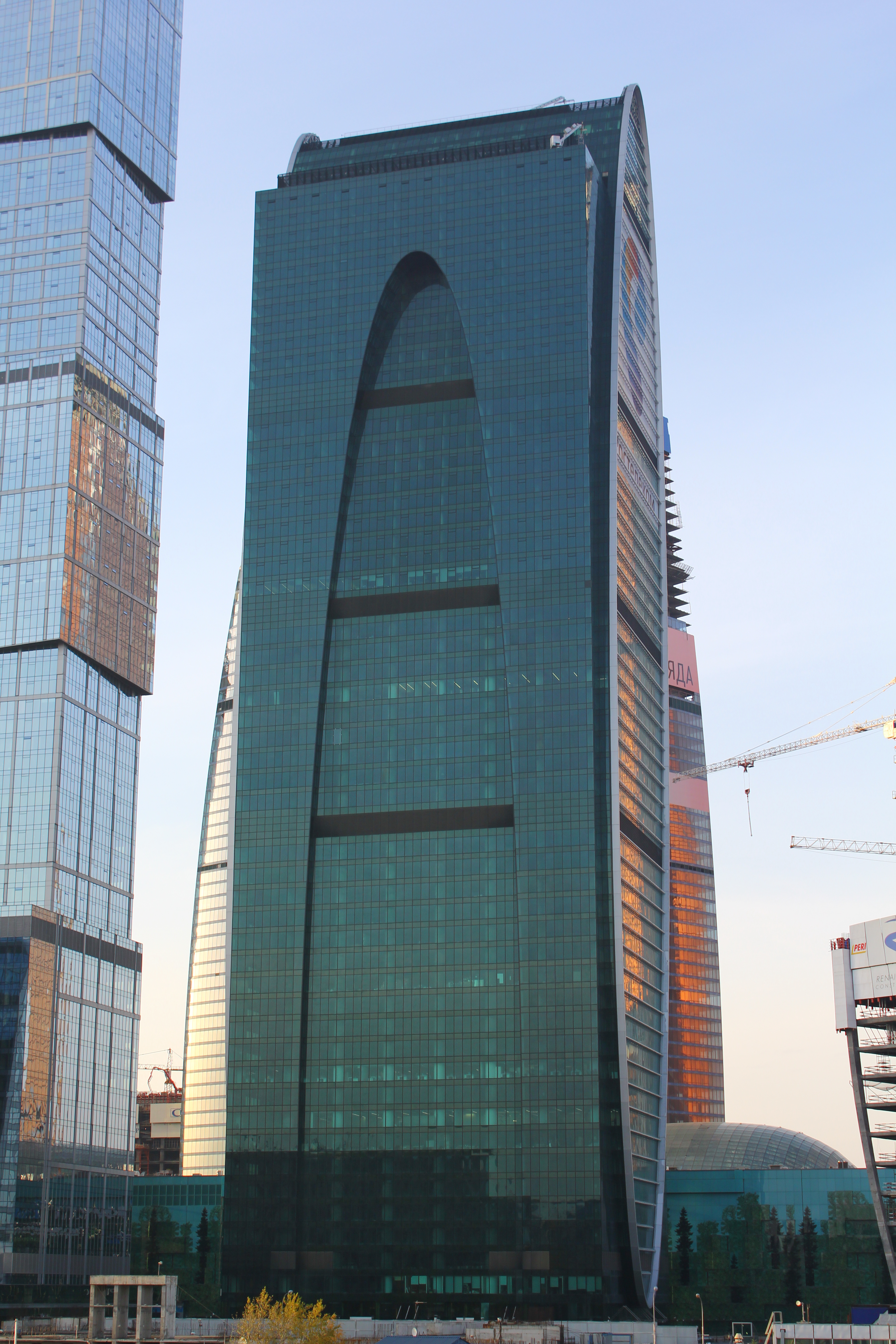

De Imperiatoren (Russisch: Башня Империя Basjnja Imperia) is een complex met meerdere functies op perceel 4 van het zakencentrum Moscow-City in de Russische hoofdstad Moskou. Het bestaat uit 2 gebouwen; gebouw A voor gemengd gebruik en gebouw B met een waterparkcomplex. Het vloeroppervlak van het hele complex omvat 203.191 m². Het complex is in 2011 voltooid op de Krasnopresnenskaja-kade van de rivier de Moskva.
Gebouw A is een wolkenkrabber van 60 verdiepingen, 239 meter hoogte en 70.110 m² A-klasse kantoorruimte, 45.000 m² appartementen, een hotel met 292 kamers (30.000 m²) en verschillende winkelgelegenheden.
De toren heeft als enige in het zakencentrum van Moskou een pier voor passagiersvervoer vanaf de rivier naar de Krasnopresnenskaja-kade.